# Cellarinella rogickae
Cellarinella rogickae är en mossdjursart som beskrevs av Moyano 1965. Cellarinella rogickae ingår i släktet Cellarinella och familjen Sclerodomidae. Inga underarter finns listade i Catalogue of Life.